# Jean Escoula

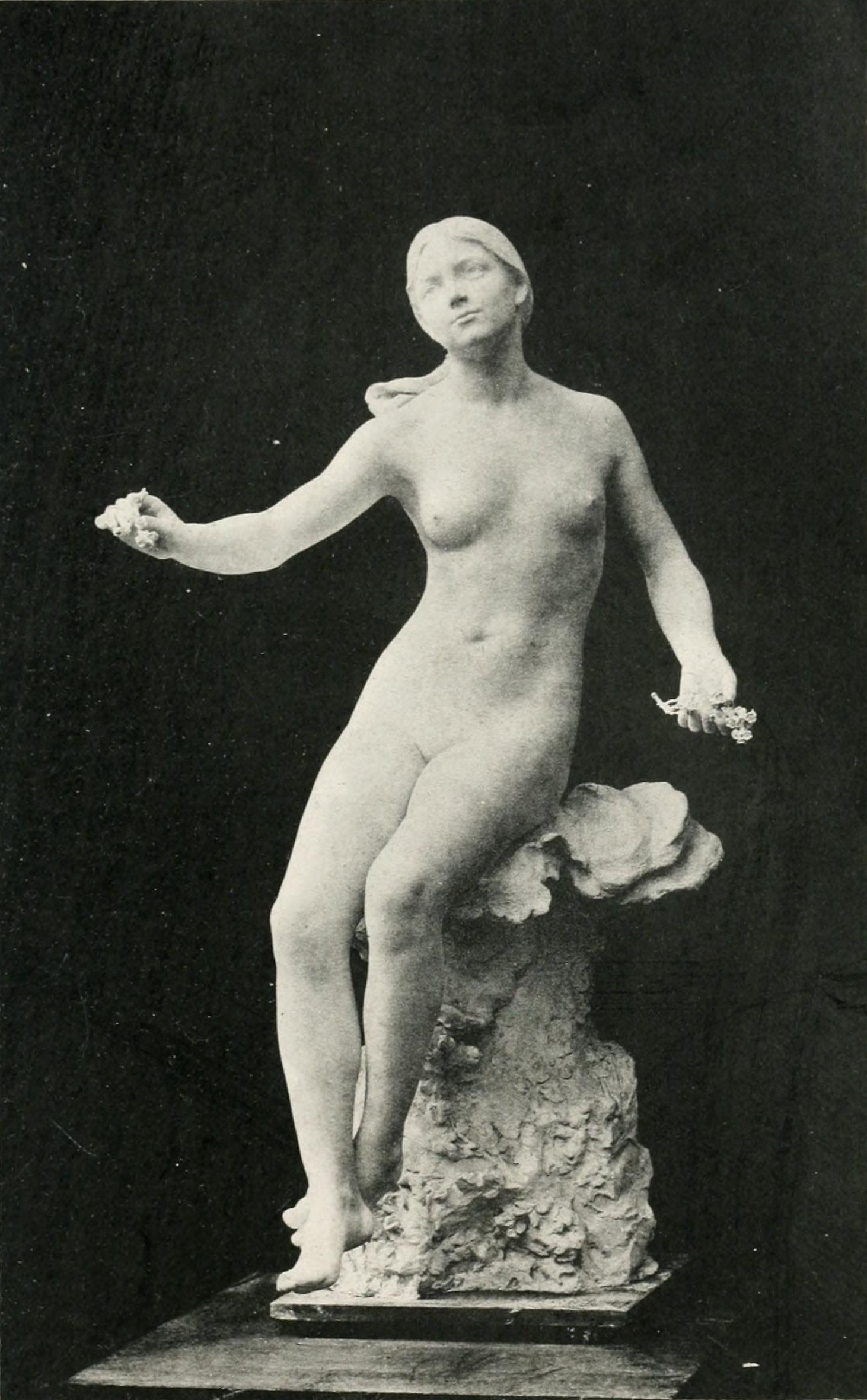
Våren.

Jean Escoula, född 1851, död 1911 i Paris, var en fransk bildhuggare.
Escoula arbetade till 1872 i sin fars, en marmorhuggares, verkstad, men kom då till Paris och blev elev till Carpeaux och sedan till Gautherin. Han uppträdde första gången på salongen 1881 med en marmorgrupp, Sömnen (i Poitiers museum), samt utförde senare bland annat Timmerhuggare i Pyrenéerna (1884), Badande flickor (1885), Pastoral (staty i marmor), Prokris död (marmor, i franska statens ägo) och en rad byster (Victor Hugo,  Hippolyte Carnot med flera).